# اعطای تابعیت
اعطای تابعیت به معنای آن است که یک شخص خارجی که تابعیتِ یک دولت را ندارد، از آن دولت درخواست تابعیت کند و آن دولت نیز تابعیت جدید آن شخص را بپذیرد. پس‌ از اینکه آن دولت تابعیت جدید را به آن شخص اعطا کرد، آن شخص دیگر شهروند آن کشور محسوب می‌گردد.